# 石川県道102号根上寺井線
石川県道102号根上寺井線（いしかわけんどう102ごう ねあがりてらいせん）は、石川県能美市内を結ぶ一般県道（石川県道）である。

## 概要
- 起点：石川県能美市大成町リ82番2地先（＝大成中央交差点・石川県道25号金沢美川小松線、石川県道119号寺井停車場線交点）
- 終点：石川県能美市寺井町へ67番1地先（＝寺井北交差点・石川県道4号小松鶴来線交点）

能美市根上地区の中心部と同市寺井地区とを東西に結ぶ。更に起点では、石川県道119号寺井停車場線と、終点では、石川県道4号小松鶴来線と接続しており、IRいしかわ鉄道線能美根上駅から、能美市内の根上、寺井、辰口地区、および白山市鶴来地区を東西に結ぶ路線の一部となっている。

## 現況
起点の能美市大成町にある大成中央交差点から同市五間堂町の国道8号（国道305号と重複）金沢西バイパス・五間堂ICまでは、福岡町および中庄町などの集落中心部を横断している。両側2車線（片側1車線）の幅員で、片側に歩道が設置されている。また同区間（2,307m）の車道部には、地下水による融雪装置が設置されている。当県道の南側には旧北陸鉄道能美線の線路跡に整備された市道が並行している。
能美市五間堂町の五間堂ICから終点にかけては、寺井地区の集落内を横断しており、前述の区間の幅員が6.5mから6.7mであったのに対し、当区間の幅員は5.5mと狭くなる。五間堂町地内ではクランク状のルートとなっている。終点（寺井北交差点側）から五間堂ICへ向かう際は、かつて根上方面に向かって延びていたルートが金沢西バイパスによって寸断され、五間堂ICから先へは直進および右折できないため、根上方面へ進む案内標識が立てられているものの、逆方向の五間堂ICから終点へ向かう際は、当県道を標す案内標識やそれに類する看板などは立てられていない。道路地図などで当県道を意識しないと、当該地点を直進して能美市道に入り、寺井鉄工団地を経て石川県道157号松任寺井線および石川県道4号小松鶴来線の交点である三道山交差点に至ることとなる。なお、五間堂町から寺井町の間にも地下水を水源とする融雪装置が1,352m設置されている。

## 歴史
- 1960年（昭和35年）10月15日：路線認定。

## 通過する自治体
- 石川県
  - 能美市

## 接続道路
- 石川県道119号寺井停車場線、石川県道25号金沢美川小松線（能美市大成町・大成中央交差点：起点）
- 石川県道170号西二口長田線（同市西二口町）
- 国道8号（国道305号と重複）（同市五間堂町・五間堂IC）
- 石川県道169号粟生小松線（同市寺井町・北町交差点）
- 石川県道4号小松鶴来線（同市寺井町・寺井北交差点：終点）

## 周辺
- IRいしかわ鉄道線 能美根上駅
- 根上総合文化会館（タント）
- 根上農業協同組合
- 能美市立福岡小学校
- アルビス寺井店
- TSUTAYA明文堂能美店
- 能美市立寺井中学校
- 寺井警察署
- 和田山末寺山史跡公園